# Presidenti delle Isole Marshall
I presidenti delle Isole Marshall dal 1979 ad oggi sono i seguenti.

## Lista
| Presidente | Presidente | Presidente                  | Partito                                 | Mandato          | Mandato          |
| Presidente | Presidente | Presidente                  | Partito                                 | Inizio           | Fine             |
| ---------- | ---------- | --------------------------- | --------------------------------------- | ---------------- | ---------------- |
|            |            | Amata Kabua                 | Indipendente                            | 17 novembre 1979 | 20 dicembre 1996 |
|            |            | Kunio Lemari (ad interim)   | Aelon̄ Kein Ad/Partito Democratico Unito | 20 dicembre 1996 | 14 gennaio 1997  |
|            |            | Imata Kabua                 | Aelon̄ Kein Ad/Partito Democratico Unito | 14 gennaio 1997  | 10 gennaio 2000  |
|            |            | Kessai Note                 | Partito Democratico Unito               | 10 gennaio 2000  | 14 gennaio 2008  |
|            |            | Litokwa Tomeing             | Partito Popolare Unito                  | 14 gennaio 2008  | 21 ottobre 2009  |
|            |            | Ruben Zackhras (ad interim) | Partito Democratico Unito               | 21 ottobre 2009  | 2 novembre 2009  |
|            |            | Jurelang Zedkaia            | Kien Eo Am                              | 2 novembre 2009  | 10 gennaio 2012  |
|            |            | Christopher Loeak           | Indipendente                            | 10 gennaio 2012  | 11 gennaio 2016  |
|            |            | Casten Nemra                | Indipendente                            | 11 gennaio 2016  | 28 gennaio 2016  |
|            |            | Hilda Heine                 | Indipendente                            | 28 gennaio 2016  | 14 gennaio 2020  |
|            |            | David Kabua                 | Aelon̄ Kein Ad                           | 14 gennaio 2020  | 3 gennaio 2024   |
|            |            | Hilda Heine                 | Indipendente                            | 3 gennaio 2024   | in carica        |